# Unterjüngung
Unterjüngung ist ein Neologismus, der in der politischen deutschen Demografiedebatte gegen den Begriff der Überalterung gesetzt wird.

## Gründe für den angestrebten Perspektivwechsel
Das Altern des einzelnen Menschen ist ein natürlicher Prozess. Das Altern einer Gesellschaft bzw. Bevölkerung erfolgt nur noch zu einem sehr geringen Teil durch die Steigerung der Lebenserwartung. Niedrige Geburtenzahlen gewinnen an Einfluss, besonders in fortgeschrittenen Industriestaaten.
Aus Sicht der Wirtschaftswissenschaft wird weniger die Existenz älterer Menschen problematisiert, sondern das durch Kindermangel befürchtete Ausbleiben nachwachsender Leistungserbringer als Humankapital für den Austausch von Transferleistungen.

## Diskussionen über Hintergründe
Die Popularität des Begriffes Überalterung wird auf die in Deutschland stark mit dem Thema der Altersversorgung befasste Demografie zurückgeführt. Andere Länder, die ihre Altersversorgung z. B. auf Fondsmodellen aufgebaut haben, stehen nicht in gleicher Weise vor dem Problem der Stabilisierung eines finanziellen Generationenvertrages. Doch auch in Deutschland wächst die Auffassung, dass die Grundprobleme eher der Mangel an nachwachsenden Beitragszahlern durch Arbeitslosigkeit und damit geringe Lebensarbeitszeit und Unterjüngung sind und nicht allein die Existenz älterer Menschen.
Ein zweiter, stärker soziologisch-psychologischer Ansatz verweist auf die Folgen des kulturellen Jugendwahns. Da in Deutschland langes Jungsein als Ideal und Alter als Tabu gelten, spiegele der Begriff der Überalterung stärker eine unbewusste Angst des Einzelnen. Der Begriff der Unterjüngung ziele dagegen konkret auf Kinder und also auf Bindung und Verantwortung und sei daher weniger populär.